# Nao Shikata
Nao Shikata (四方 菜穂, Shikata Nao), née le 5 novembre 1979, est une joueuse internationale de football japonaise.

## Biographie
Le 4 décembre 2001, elle fait ses débuts avec l'équipe nationale japonaise lors de la Coupe d'Asie, contre la Singapour. Elle compte 8 sélections en équipe nationale du Japon de 2001 à 2006.

## Statistiques
Le tableau ci-dessous présente les statistiques de Nao Shikata en équipe nationale
| Équipe du Japon | Équipe du Japon | Équipe du Japon |
| Année           | Matchs          | Buts            |
| --------------- | --------------- | --------------- |
| 2001            | 3               | 0               |
| 2002            | 0               | 0               |
| 2003            | 0               | 0               |
| 2004            | 1               | 0               |
| 2005            | 2               | 0               |
| 2006            | 2               | 0               |
| Total           | 8               | 0               |

## Palmarès
- Finaliste de la Coupe d'Asie 2001